# Nicholsina usta collettei
Nicholsina usta collettei is een ondersoort van de straalvinnige vissen uit de familie van de papegaaivissen (Scaridae). De wetenschappelijke naam van de soort is voor het eerst geldig gepubliceerd in 1968 door Schultz.